# بزرگراه میان‌ایالتی ۹۵

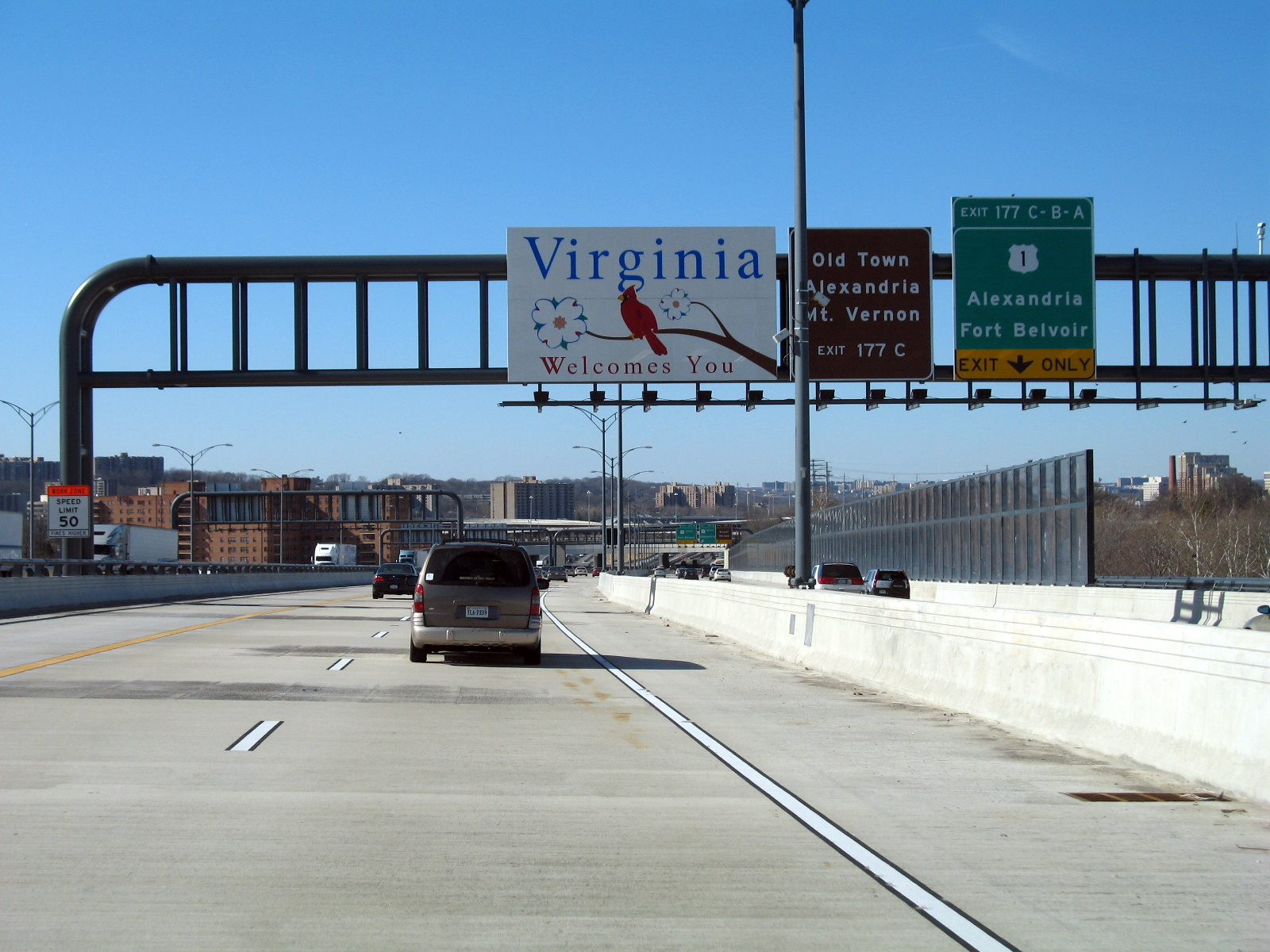
تابلوی خوشامدگویی بر فراز I-95 در گذر از مرز بین ایالات ویرجینیا و مریلند

میان‌ایالتی ۹۵ (به انگلیسی: Interstate 95) مشهور به I-95، نام یک بزرگراه است، و یکی از شاه راههای سرتاسری آمریکا است که در مسیر ۳۰۹۸ کیلومتری خود از شهرهای متعددی گذر می‌کند.